# Stazione di Montanaro
Stazione di Montanaro vasútállomás Olaszországban, Montanaro településen.

## Vasútvonalak
Az állomást az alábbi vasútvonalak érintik:
- Chivasso-Ivrea-Aosta-vasútvonal

## Kapcsolódó állomások
A vasútállomáshoz az alábbi állomások vannak a legközelebb:
- Stazione di Chivasso
- Stazione di Rodallo